# Pleasant Plain (Ohio)
Pleasant Plain – wieś w USA, w stanie Ohio, w hrabstwie Warren. Według danych z 2012 roku miejscowość miała 158 mieszkańców.